# Cestobrissus
Cestobrissus is een geslacht van uitgestorven zee-egels uit de familie Schizasteridae.

## Soorten
- Cestobrissus lorioli Lambert, 1912 † Eoceen (Lutetien), Frankrijk.